# Ніщо (роман)
Ніщо (ісп. Nada) у перекладі з іспанської означає «ніщо», — перший роман іспанської письменниці Кармен Лафорет, опублікований 1944 року.

## Сюжет
Дія роману розгортається в Барселоні після громадянської війни в Іспанії. Оповідачкою роману є його головна героїня Андреа, сирота, яка добре пам’ятає про свою забезпечену сім’ю в Барселоні та виросла в монастирі в провінції Іспанії.
Уряд призначив Андреа стипендію та кошти на проживання, щоб вона могла навчатися в університеті. Дівчина їде до Барселони в будинок своєї бабусі, але знаходить його брудним і пошарпаним. Її тендітна бабуся, ревна католичка, здається, не підозрює про своє жалюгідне оточення. Також у будинку, що руйнується, живуть сувора тітка Анґустіас, яка контролює життя, талановитий музикант, що займається контрабандою, дядько Роман, інший дядько Хуан, який б'є свою красуню-дружину Ґлорію. Упродовж усього часу перебування Андреа у квартирі вся сім'я регулярно свариться, і Анґустіас зрештою рятується, пішовши в монастир.
В університеті Андреа товаришує з багатою дівчиною Еною, яка починає дивні стосунки з дядьком Андреа Романом. Вона вдає, що піклується про нього, але насправді мстить за його погане поводження зі своєю матір’ю у далекому минулому.
Коли Роман вплутується у нелегальні справи, Ґлорія повідомляє про нього владі. Він чинить самогубство, побоюючись, що його арештує франкістська поліція.
Ена та її родина переїжджають до Мадрида, і незабаром посилають за Андреа, щоб вона приєдналася до них. Енин батько пропонує дати Андреа роботу та оплачувати її подальше навчання. У завершальній частині роману Андреа підбирає шикарний автомобіль Ениного батька, і дівчина залишає позаду своє неприємне життя на вулиці Арібау в Барселоні.

## Прийняття
«Ніщо» вийшов 1944 року, коли Лафорет було 23 роки, і своїм виходом викликав «сенсацію» в Барселоні. Роман здобув першу в Іспанії літературну Премію Надаля.
Ця книга пройшла цензуру франкістської держави, адже в ній не йдеться про суворість тогочасного уряду. Однак книжка набула великої популярності, коли остаточно позбулася цензури Франко. Твір вважають важливим внеском у школу екзистенціалістської літератури Іспанії після громадянської війни.
2007 року вийшов англійський переклад «Ніщо» Едіт Гроссман. У номері Bookmarks за травень/червень 2007 року, журналі, який збирає рецензії критиків на книги, книжка отримала  (4,5 з 5) із коротким викладом: «The Los Angeles Times підсумовує загальні настрої: «Ніщо» — це роман про дорослішання, але це також геніальний твір, невеликий, але незабутній». У всьому світі роман прийняли загалом добре, а в Complete Review було сказано: «Майже всі дуже вражені — багато згадок про те, якою молодою вона була, коли писала його».
Фернандес-Ламарк і Фернандес-Бабіно бачать метатекстуальні посилання на Червону Шапочку та гендерну інверсію в романі, де Андреа та Ена зображені як андрогінні істоти.

### Переклад  українською
2022 року у видавництві «Комора» вийшов український переклад книжки «Ніщо». Перекладачка з іспанської — Анна Вовченко.

### Рецензії українською
- Тетяна Петренко. Від сьогодні ти – «Ніщо». Рецензія на роман Кармен Лафорет
- Ольга Лілік. Кармен Лафорет «Ніщо»
- Ірина Цюк. Спіралі нашого досвіду.